# Монтельпаро
Монтельпаро (итал. Montelparo) —  коммуна в Италии, располагается в регионе Марке, в провинции Фермо.
Население составляет 920 человек (2008 г.), плотность населения составляет 43 чел./км². Занимает площадь 22 км². Почтовый индекс — 63020. Телефонный код — 0734.
Покровителем коммуны почитается архангел Михаил, празднование 8 мая.

## Демография
Динамика населения:

## Администрация коммуны
- Официальный сайт: https://web.archive.org/web/20100610233027/http://www.provincia.ap.it/montelparo/